# أبو منجل أبيض الكتف
أبو منجل أبيض الكتف(Pseudibis davisoni) هو طائر ينتمي لجنس Pseudibis والذي ينتمي إلى عائلة أبو منجليات.

## الوصف
- هذه الطيور يصل طولها لحوالي 75-85 سم، وله ريش أسود مع القليل من الأبيض المميز على أجنحته، وعنقه الأزرق، أما رأسه كباقي أبومنجل فهو أصلع واسود، أما الساقين فهي حمراوين وماتميزه هي العلامة البيضاء على كتفه ومخفية عند مطوية الجناح والتي أخذ منها اسمه.

## التوزيع

أماكن انتشاره في جنوب شرق آسيا.

- هذه الأنواع تعيش في كمبوديا وجنوب فيتنام، لاوس وكالمنتان الشرقية في إندونيسيا.
- وهو يعيش بالقرب من هيئات المياه والبحيرات والمستنقعات والأنهار في الغابات المستأصلة. ويعيش أيضا في الأراضي العشبية المشجرة قليلة، الجافة أو الرطبة والأنهار واسعة مع سرير من الرمال والحصى.

## التهديدات والحماية
- نظرا لقلة أعداد سكانها والقضاء على مناطق تواجدها بالمناطق الرطبة بغرض الزراعة فإن أبو منجل أبيض الكتف سجل في القائمة الحمراء للأنواع المهددة بالانقراض وقدر عدد سكانها في العالم من قبل الاتحاد الدولي وبلغ عددها 249 فرد ، ولكن في عام 2009 حدد عددها ب310، وهو رقم قياسي لهذا النوع.